# هیلدا ابراهیمز
هیلدا ابراهیمز (انگلیسی: Hilda Abrahamz؛ زادهٔ ۱۴ نوامبر ۱۹۵۹) بازیگر، و مدل اهل ونزوئلا است. وی از سال ۱۹۸۰ میلادی تاکنون مشغول فعالیت بوده است.
از فیلم‌ها یا برنامه‌های تلویزیونی که وی در آن نقش داشته است می‌توان به آبی و نه خیلی صورتی اشاره کرد.